# Ø̂
Cette page contient des caractères spéciaux ou non latins. S’ils s’affichent mal (▯, ?, etc.), consultez la page d’aide Unicode.
Ø̂ (minuscule : ø̂), appelé O barré obliquement accent circonflexe, est une lettre utilisé dans l’écriture du koonzime, du kunzi et du mfumte.
Elle est formée de la lettre O barré obliquement diacritée d’un accent circonflexe.

## Représentations informatiques
Le O barré obliquement accent circonflexe peut être représente avec les caractères Unicode suivants :
- décomposé (latin de base, diacritiques)[1],[2] :

| formes    | représentations | chaînes de caractères | points de code | descriptions                                                               |
| --------- | --------------- | --------------------- | -------------- | -------------------------------------------------------------------------- |
| capitale  | Ø̂               | Ø ◌̂                   | U+00D8 U+0302  | lettre majuscule latine o barré obliquement diacritique accent circonflexe |
| minuscule | ø̂               | ø ◌̂                   | U+00F8 U+0302  | lettre minuscule latine o barré obliquement diacritique accent circonflexe |